# Wislizenia
Wislizenia é um género botânico pertencente à família Cleomaceae.